# Sauvé du nid d'un aigle
Pour plus de détails, voir Fiche technique et Distribution.
Sauvé du nid d'un aigle (Rescued From an Eagle's Nest) est un film américain muet réalisé par Edwin Stanton Porter et J. Searle Dawley, sorti en 1908. 

## Synopsis
Dans un paysage montagneux, un bûcheron laisse son épouse et son bébé dans la cabane familiale et se rend sur une coupe où il abat un arbre. Pendant ce temps, le bébé qui s'amusait dehors, est emporté dans les airs par un aigle. La mère, alertée par les pleurs de l’enfant, a déjà le réflexe de se saisir d’un fusil, mais renonce à faire courir un tel risque à son fils. Elle va prévenir son mari qui part à la recherche du rapace, accompagné par plusieurs de ses camarades de travail. Il repère le nid au flanc d'une falaise. Aussitôt, encordé, il est descendu jusqu'au rebord rocheux qui sert d'abri au nid d'aigle. Il est attaqué par l'oiseau mais finit cependant par avoir le dessus. Le bébé et son père sont hissés hors de la falaise. Le couple embrasse passionnément son rejeton. 

## Fiche technique
- Titre français : Sauvé du nid d'un aigle
- Titre original : Rescued From an Eagle's Nest
- Réalisation : Edwin Stanton Porter et J. Searle Dawley
- Directeur de la photographie : Edwin S. Porter
- Production : Edison Manufacturing Company
- Pays :  États-Unis
- Format : 35 mm, noir et blanc, muet
- Durée : 7 min 15 s
- Dates de sortie : 
  -  États-Unis : 16 janvier 1908 (New York)

## Distribution
- Henry B. Walthall : le bûcheron
- D. W. Griffith : le bûcheron (doublure)
- Miss Earle : son épouse

## Analyse
Ce film a comme particularité de marquer les débuts au cinéma de David Wark Griffith, non pas dans la réalisation, mais en tant que « cascadeur, et il n'a pas le choix. Car le jeune homme ambitieux mais désargenté qui arrive de son sud profond à la conquête de New York, ne doit reculer devant rien s'il veut gagner les cinq dollars nécessaires à sa subsistance quotidienne. »
D'abord malchanceux dans ses démarches (Griffith présente en effet à Edwin S. Porter un projet d'adaptation de La Tosca, qui lui est refusé car Porter recherche plutôt des scripts directement écrits pour le cinéma (des photoplays), le futur réalisateur de Naissance d'une nation réussit cependant à intéresser Porter. « Apprenant qu'il était acteur, il lui proposa de tenir l'un des principaux rôles du film qu'il devait tourner le lendemain. »